# El Roble, El Porvenir
El Roble är en ort i Mexiko.   Den ligger i kommunen El Porvenir och delstaten Chiapas, i den sydöstra delen av landet, 900 km sydost om huvudstaden Mexico City. El Roble ligger 2 177 meter över havet och antalet invånare är 308.
Terrängen runt El Roble är bergig västerut, men österut är den kuperad. Terrängen runt El Roble sluttar söderut. Runt El Roble är det ganska tätbefolkat, med 78 invånare per kvadratkilometer. Närmaste större samhälle är El Porvenir de Velasco Suárez, 5,8 km nordost om El Roble. Omgivningarna runt El Roble är en mosaik av jordbruksmark och naturlig växtlighet.